# أوبونيتز
أوبونيتز (بالألمانية: Opponitz) هي بلدة تقع في منطقة أمستيتين في النمسا السفلى.